# КК Игокеа
КК Игокеа је кошаркашки клуб из Александровца, град Лакташи, Република Српска, БиХ. У сезони 2024/25. такмичи се у Првој лиги Босне и Херцеговине, Јадранској лиги и у ФИБА Лиги шампиона. Клуб своје утакмице од 2010. игра у спортској дворани у Лакташима, капацитета 3.050 места.

## Историја
Кошаркашки клуб је основан 1973. у Александровцу под именом КК Поткозарје. Клуб је играо општинску лигу до почетка рата, када почињу да играју у првој лиги Републике Српске. У другој половини 1990-их година клуб је преузео Милорад Додик (један од оснивача) и променио име у КК Игокеа. Тада почиње успон клуба. Клуб почиње да доводи играче са стране, чак и нека добро позната имена у региону, а 2001. године освојена је и титула шампиона БиХ. Најзвучније име те генерације био је Зоран Стевановић.
Први међународни наступ Игокеа је имала у Купу Радивоја Кораћа у сезони 2000/01. Тада је Куп Кораћа још увек био међународно такмичење. Игокеа је у првој елиминационој рунди прошла Работнички а онда је у другој рунди играла против турског Фенербахчеа. Успели су кошаркаши Игокее да добију Фенербахче у Александровцу али ипак је Фенер славио са већом разликом у реваншу и прошао је даље. У сезони 2001/02, Игокеа је играла Сапорта куп и завршила је такмичење у групи са скором 3-7.
У сезони 2006/07. освојен је и први Куп Босне и Херцеговине у историји клуба. Екипу је тада са клупе предводио тренер Жељко Лукајић.
Клуб се у сезони 2010/11. по први пут такмичио у Јадранској лиги и сезону завршио на једанаестом месту, а након једне пропуштене сезоне поново је играо Јадранску лигу у сезони 2012/13. У тој сезони Игокеа је након 26. кола завршила на првом мјесту регуларне сезоне. На завршном турниру у Лакташима, кошаркаши Игокее су поражени од Партизана и службено су заузели треће мјесто у Лиги, што им је донијело право наступа у квалификацијама за Евролигу у сезони 2013/14. Треба нагласити и да је накнадним тумачењем правила од стране УЛЕБ-а, Игокеи ускраћен директан пласман у Евролигу, јер је Јадранска лига на почетку сезоне саопштила да ће првак регуларног дијела сезоне изборити право наступа у најјачем европском клупском такмичењу. Игокеа је одустала од учешћа у квалификацијама за Евролигу и одлучила је да наступи у Еврокупу у сезони 2013/14.
У сезонама 2012/13, 2013/14. и 2014/15. освојили су првенство Босне и Херцеговине, савладавши у финалној серији плеј-офа ХКК Широки.
Кошаркаши Игокее остварили су у сезони 2020/21. историјски успјех пласманом у Топ 16 фазу ФИБА Лиге шампиона. Заузели су друго мјесто у групи Г испред Лиможа и Хапоела, а иза турског Турк Телекома.

## Успеси
| Такмичење                       | Такмичење                 | Број                      | Година                                                                                             |                           |                           |
| Национално првенство — 11       | Национално првенство — 11 | Национално првенство — 11 | Национално првенство — 11                                                                          | Национално првенство — 11 | Национално првенство — 11 |
| ------------------------------- | ------------------------- | ------------------------- | -------------------------------------------------------------------------------------------------- | ------------------------- | ------------------------- |
| Првенство Босне и Херцеговине   | Првак                     | 11                        | 2000/01, 2012/13, 2013/14, 2014/15, 2015/16, 2016/17, 2019/20, 2021/22, 2022/23, 2023/24, 2024/25. |                           |                           |
| Првенство Босне и Херцеговине   | Други                     | 5                         | 2007/08, 2008/09, 2010/11, 2011/12, 2017/18.                                                       |                           |                           |
| Национални куп — 11             |                           |                           | |                           |                           |
| Куп Босне и Херцеговине         | Победник                  | 11                        | 2006/07, 2012/13, 2014/15, 2015/16, 2016/17, 2017/18, 2018/19, 2020/21, 2021/22, 2022/23, 2024/25. |                           |                           |
| Куп Босне и Херцеговине         | Финалиста                 | 4                         | 2000/01, 2011/12, 2013/14, 2019/20.                                                                |                           |                           |
| Такмичења Републике Српске — 13 |                           |                           | |                           |                           |
| Првенство Републике Српске      | Победник                  | 2                         | 1999/00, 2000/01.                                                                                  |                           |                           |
| Куп Републике Српске            | Победник                  | 11                        | 1999/00, 2000/01, 2007/08, 2009/10, 2010/2011, 2011/12, 2012/13, 2013/14, 2014/15, 2020/21.        |                           |                           |
| Континентална такмичења         |                           |                           | |                           |                           |
| ФИБА Регионални челенџ куп      | Победник                  | 0                         | /                                                                                                  |                           |                           |
| ФИБА Регионални челенџ куп      | Финалиста                 | 1                         | 2002/03.                                                                                           |                           |                           |
| Регионална такмичења            |                           |                           | |                           |                           |
| Јадранска лига                  | Победник                  | 0                         | /                                                                                                  |                           |                           |
| Јадранска лига                  | Други                     | 0                         | /                                                                                                  |                           |                           |

## Учинак у претходним сезонама
| Сез.     | Првенство Босне и Херцеговине | Куп Босне и Херцеговине | Регионално такмичење               | Европско такмичење                     |
| -------- | ----------------------------- | ----------------------- | ---------------------------------- | -------------------------------------- |
| 2011/12. | Вицепрвак                     | Финалиста               | —                                  | —                                      |
| 2012/13. | Првак                         | Победник                | Јадранска лига — Полуфинале        | —                                      |
| 2013/14. | Првак                         | Финалиста               | Јадранска лига — 6. место          | Еврокуп — Прва групна фаза             |
| 2014/15. | Првак                         | Победник                | Јадранска лига — 12. место         | —                                      |
| 2015/16. | Првак                         | Победник                | Јадранска лига — 9. место          | —                                      |
| 2016/17. | Првак                         | Победник                | Јадранска лига — 5. место          | ФИБА Лига шампиона — Квалификације     |
| 2017/18. | Вицепрвак                     | Победник                | Јадранска лига — 10. место         | —                                      |
| 2018/19. | —                             | Победник                | Јадранска лига — 8. место          | —                                      |
| 2019/20. | Првак                         | Финалиста               | Јадранска лига (прекинуто)         | —                                      |
| 2020/21. | —                             | Победник                | Јадранска лига — Полуфинале ПО     | ФИБА Лига шампиона — Друга групна фаза |
| 2021/22. | Првак                         | Победник                | Јадранска лига — 5. место          | ФИБА Лига шампиона — Плеј-ин           |
| 2022/23. | Првак                         | Победник                | Јадранска лига — 9. место          | ФИБА Лига шампиона — Плеј-ин           |
| 2023/24. | Првак                         | Полуфинале              | Јадранска лига — Четвртфинале ПО   | ФИБА Лига шампиона — Прва групна фаза  |
| 2023/24. | Првак                         | Полуфинале              | Суперкуп Јадранске лиге — 4. место | ФИБА Лига шампиона — Прва групна фаза  |
| 2024/25. | —                             | Победник                | Јадранска лига                     | ФИБА Лига шампиона — Прва групна фаза  |

## Познати играчи
- Милан Дозет
- Немања Гордић
- Александар Ћапин
- Борис Бакић
- Никола Булатовић
- Чедомир Витковац
- Корсли Едвардс
- Небојша Јоксимовић
- Миљан Павковић
- Ђорђе Гагић
- Данило Анђушић
- Вук Радивојевић
- Зоран Стевановић
- Брејди Хеслип
- Марко Чакаревић
- Младен Шекуларац

## Познати тренери
- Јовица Антонић
- Рајко Тороман
- Зоран Сретеновић
- Слободан Клипа
- Драган Бајић
- Владе Јовановић
- Жељко Лукајић